# Vincenzkapelle (Niederforstbach)

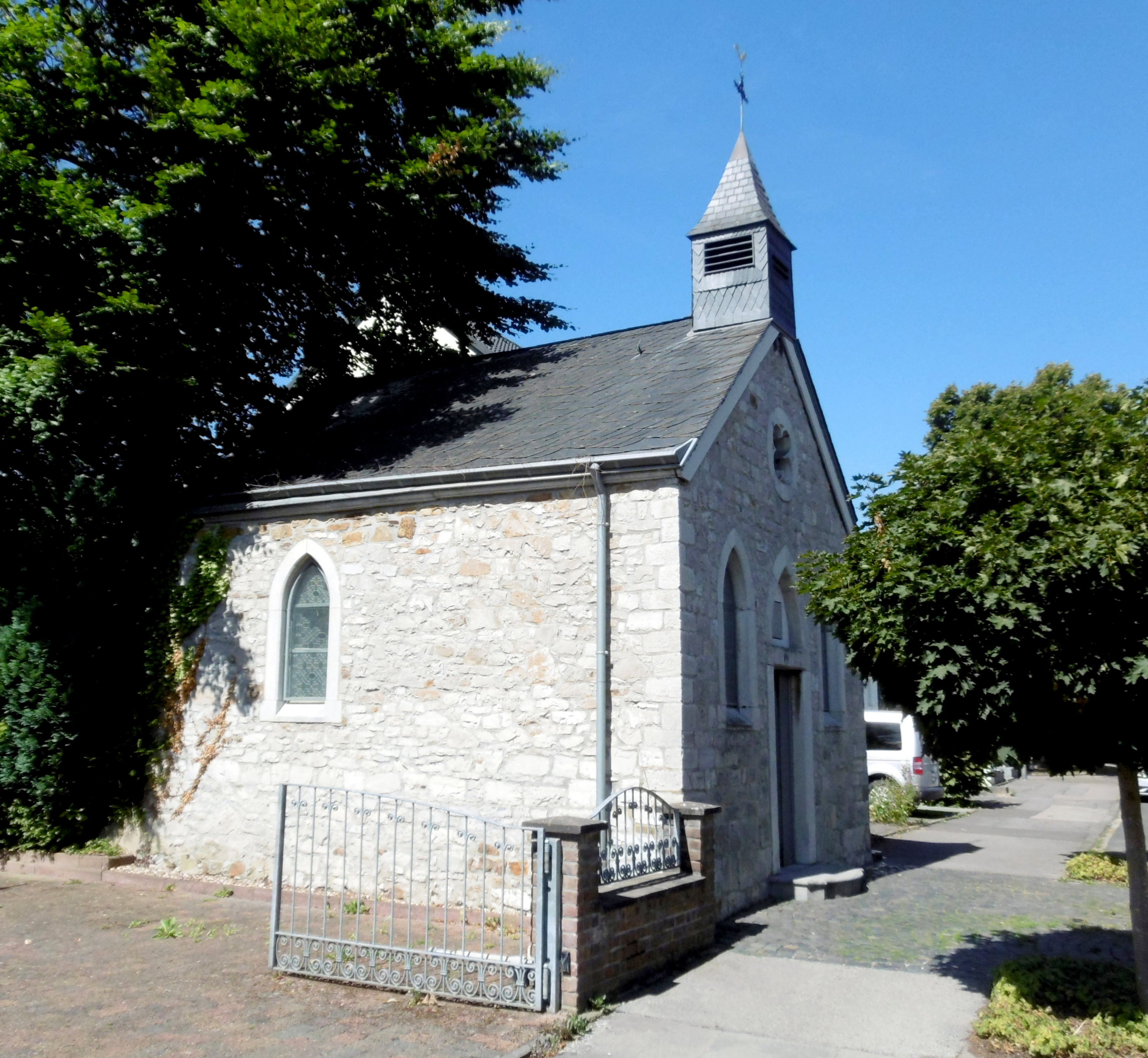
Vincenzkapelle Niederforstbach

Die Vincenzkapelle in Niederforstbach, einem Ortsteil von Aachen-Brand, ist ein katholisches Kirchengebäude, das der Pfarre St. Donatus in Aachen-Brand angeschlossen und zum Pfarrverbund der GdG Aachen/Forst/Brand gehört. Sie wurde 1756  als „Erdbebenkapelle“ errichtet und dem heiligen Vinzenz Ferrer geweiht sowie in den 1990er-Jahren unter Denkmalschutz gestellt.

## Geschichte
Nachdem es vor allem im 18. Jahrhundert im Rheinland zahlreiche kleinere Erdbeben gab, beschlossen die Einwohner von Niederforstbach, mit eigenen Spenden eine kleine örtliche Gebetsstätte zu errichten. Dazu stellte ihnen die Reichsabtei Kornelimünster ein Stück Land auf einem ihrer ehemaligen Lehnshöfe zur Verfügung, der heute nicht mehr existiert. Das anfangs einfach gestaltete Gebetshaus wurde erst Jahre später unter ein Patrozinium gestellt und dem Dominikaner Vincenz Ferrer geweiht, der als Fürbitter und Helfer in drohender Gefahr gilt.
Bis 1880 verblieb die Kapelle im Besitz der Reichsabtei Kornelimünster und wurde anschließend von der neu errichteten Pfarre St. Donatus übernommen. Diese ließ neun Jahre später erste größere Umbau- und Sanierungsmaßnahmen an der Kapelle durchführen, in deren Verlauf sie ihre heutige Gestalt annahm. Um 1900 sollte sie zudem vergrößert werden, doch weil der Pfarre das nötige Geld fehlte und nicht genügend Spenden geflossen waren, scheiterte dieses Vorhaben. Nach 1948 übernahmen benachbarte Familien die Pflege innerhalb und außerhalb der Kapelle und die Niederforstbacher St. Vincenzschützen deren Patenschaft.

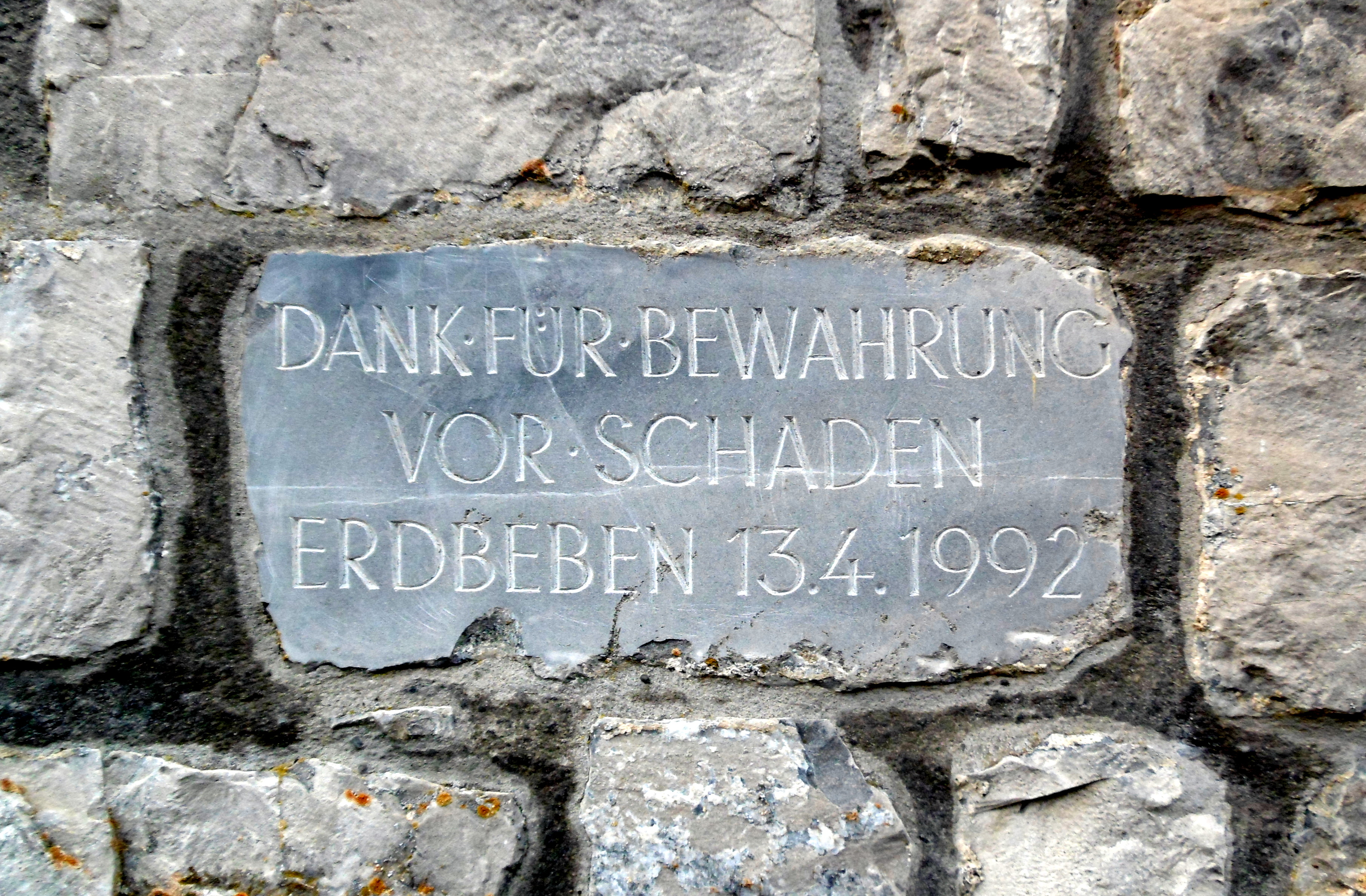
Votivstein 1992

Nachdem in der Nacht von Palmsonntag auf Montag das Erdbeben von Roermond 1992 sich auch im Raum Aachen bemerkbar gemacht hatte, es dabei in Niederforstbach jedoch zu keinen größeren Schäden gekommen war, ließ der Bürgerverein Brand zum Dank eine neue Votivtafel an der Außenseite der Kapelle anbringen.
Rund hundert Jahre nach der ersten erfolgte in den Jahren 1999 bis 2002 eine erneute umfangreiche Sanierung, bei der die Kapelle mit ehrenamtlichem Engagement der Anwohner gemäß den Auflagen des Denkmalschutzes zeitgemäß modernisiert wurde.
Seit ihrer Zugehörigkeit zur Pfarre St. Donatus finden jeweils auf Wunsch in der Vincenzkapelle Rosenkranzandachten und Betstunden für Verstorbene sowie Taufen und einmal jährlich am 5. April, dem Todestag des heiligen Vincenz, eine Messfeier statt.

## Baubeschreibung

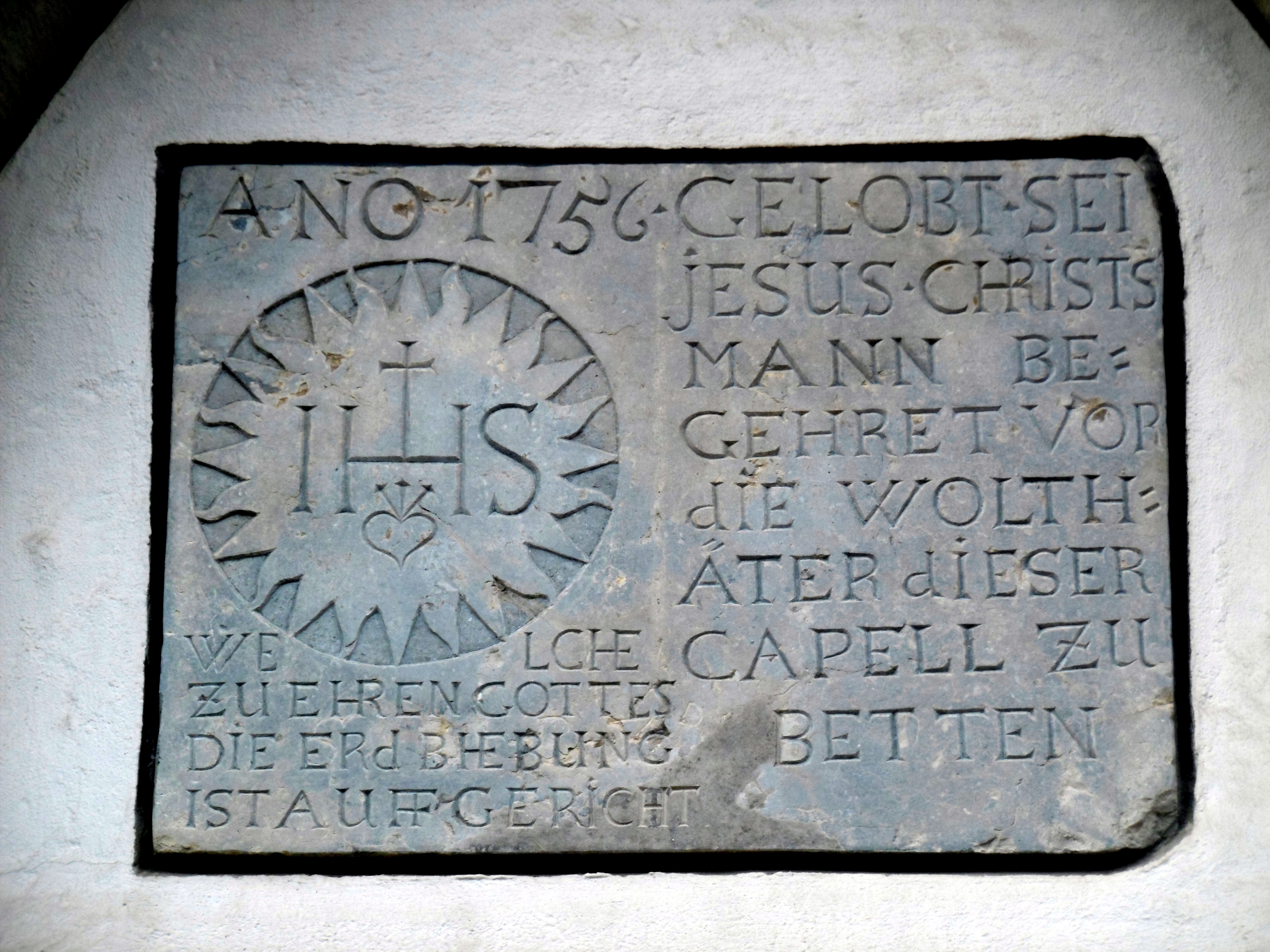
Gründungsstein 1756

Das heutige Aussehen der Kapelle geht auf die erste Restaurierung im Jahr 1889 zurück, bei der das fast quadratische 5 × 5 Meter große Gebäude im neugotischen Stil umgestaltet wurde. Sie erhielt neue Fassaden in Bruchsteinbauweise und ein mit Schieferplatten belegtes Satteldach. Auf diesem sitzt über dem Eingangsgiebel ein kleiner viereckiger, mit Schieferplatten ummantelter Dachreiter mit kleinen Schallluken an allen vier Seiten, auf dessen Turmhelm ein schmiedeeisernes Kreuz  mit einem goldenen Wetterhahn aufgesetzt ist. In diesem Dachreiter befindet sich eine kleine Glocke, deren Herkunft und Baujahr ungewiss ist. Für die notwendige Belichtung mit Tageslicht sorgen zwei Spitzbogenfenster seitlich der Eingangstür und je eines im hinteren Bereich der Seitenwände sowie ein rundes  Fenster über dem Eingangsportal. Die moderne Eingangstür selbst, die über ein abgerundetes einstufiges Podest erreicht wird, ist zwar rechteckig, sie wird jedoch über ihrem Sturz von einem spitzbogigen Aufbau geschmückt, in dem die Gründungstafel von 1756  angebracht ist. Sämtliche Tür- und Fenstereinfassungen sind ebenso wie die Zutrittsstufe aus Sandstein angefertigt.
Zentraler Blickfang im Innern ist der bereits 1863 angefertigte Wendelinus-Altar aus der alten Brander Pfarrkirche, auf dem mittig über dem Tabernakel die kunstvoll geschnitzte Figur des hl. Wendelin aufgesetzt ist. Seitlich des Altares sind zudem auf kleinen Wandpodesten die Figuren der hl. Walburga und der hl. Barbara von Nikomedien angebracht.
Bei den letzten Sanierungsmaßnahmen wurden die alten sperrigen Kirchenbänke durch einzelne Kniestühle aus dem Aachener Dom ersetzt sowie das alte Deckengemälde und der Wendelinusaltar grundlegend restauriert. Darüber hinaus wurde das Mauerwerk verstärkt, Dach und Glockenturm erneuert und moderne Elektroleitungen gelegt.